# Cảng hàng không
Cảng hàng không là một định nghĩa chính thức tại Việt Nam, đề cập đến nơi các máy bay có thể cất cánh, hạ cánh để vận chuyển hành khách và hàng hóa; cùng với việc đậu và được bảo dưỡng. Theo Luật Hàng không dân dụng của nước này, cảng hàng không là khu vực xác định, bao gồm sân bay, nhà ga và trang bị, thiết bị, công trình cần thiết khác được sử dụng cho tàu bay đi, đến và thực hiện vận chuyển hàng không. Vì sân bay là hạng mục chính nằm trong một cảng hàng không nên hai định nghĩa này thường được người ta hiểu là một.

## Thuật ngữ
"Cảng hàng không" trong tiếng Việt ngày nay tương đương chữ "airport" trong tiếng Anh, có lẽ là cách dịch sát từ hai yếu tố "air" (hàng không, bầu trời) và "port" (bến cảng). Dù vậy, "sân bay" cũng là từ ngữ tương đương chữ "airport" trong tiếng Anh.